# Jean-Pierre Ricard
Jean-Pierre Bernard Ricard (Marseille, 25 september 1944) is een Frans geestelijke en een kardinaal van de Rooms-Katholieke Kerk.
Ricard werd op 5 oktober 1968 priester gewijd. Vervolgens was hij werkzaam in diverse pastorale functies in het aartsbisdom Marseille, waar hij van 1988 tot 1993 vicaris-generaal was.
Op 17 april 1993 werd Ricard benoemd tot hulpbisschop van Grenoble en tot titulair bisschop van Pulcheriopolis; zijn bisschopswijding vond plaats op 6 juni 1993. Op 4 juli 1996 werd hij benoemd tot bisschop-coadjutor van Montpellier. Toen Louis Boffet op 6 september 1996 met emeritaat ging, volgde Ricard hem op als bisschop van Montpellier. Op 21 december 2001 volgde zijn benoeming tot aartsbisschop van Bordeaux.
Ricard werd tijdens het consistorie van 24 maart 2006 kardinaal gecreëerd. Hij kreeg de rang van kardinaal-priester. Zijn titelkerk werd de Sant’Agostino. Hij nam deel aan het conclaaf van 2013.
Ricard ging op 1 oktober 2019 met emeritaat. In november 2022 werd bekend dat Ricard in de jaren '80, toen hij nog dorpspastoor was, een 14-jarig meisje seksueel heeft misbruikt. "Ik gedroeg mij op een verwerpelijke manier met een meisje van 14. Mijn gedrag heeft ernstige en blijvende gevolgen voor deze persoon gehad", verklaarde hij. Ricard zei dat hij zal meewerken aan het onderzoek van zowel de kerk als de autoriteiten en dat hij zijn functies neerlegde.
Op 26 september 2024 verloor Ricard - in verband met het bereiken van de 80-jarige leeftijd - het recht om deel te nemen aan een toekomstig conclaaf. 
- Bibliothèque nationale de France: cb12104301r (data)
- Gemeinsame Normdatei: 132293250
- International Standard Name Identifier: 0000 0001 0886 3685
- Library of Congress Control Number: no95042620
- Nationale Bibliotheek van Israël: 987007311169305171
- Istituto Centrale per il Catalogo Unico: TO0V557055
- Système universitaire de documentation: 029408881
- Virtual International Authority File: 76539125